# HTV-3
HTV-3 (H-II Transfer Vehicle No. 3, Kounotori 3) – japoński bezzałogowy kosmiczny statek zaopatrzeniowy, trzeci z serii HTV. Celem pojazdu było dostarczenie zapasów, sprzętu do eksperymentów i części zamiennych na Międzynarodową Stację Kosmiczną oraz zabranie z pokładu stacji odpadów. 

## Główne zmiany
Głównymi zmianami konstrukcji w odniesieniu do poprzednich wersji były:
- zmiana silników produkowanych przez firmę Aerojet (USA) na jednostki HBT-5 (ciąg 500 N) i HBT-1 (120 N) produkowane przez japońską firmę IHI Corporation,
- zmiana jednostki komunikacyjnej,
- dodanie palety zewnętrznej EP-MP (Exposed Pallet – Multi Purpose).

## Ładunek

### Sekcja hermetyczna
W sekcji hermetycznej HTV-3 przewiózł 3,5 tony ładunku, z czego 61 % stanowiło oprzyrządowanie stacji, 20 % – materiały naukowe, 15 % – prowiant i 4 % – ubrania i sprzęt do higieny osobistej dla załogi.
W skład sprzętu i eksperymentów dostarczonych przez HTV-3 wchodziły:
- Aquatic Habitat (AQH) – eksperyment mający na celu hodowanie małych rybek na pokładzie stacji przez maksimum 90 dni; obiekty doświadczalne to ryżanki japońskie, dostarczone na pokładzie statku Sojuz TMA-06M,
- JEM Small Satellite Orbital Deployer (J-SSOD) – specjalny zasobnik dla satelitów CubeSat, mający na celu wypróbowanie nowej metody wypuszczania nanosatelitów bez konieczności wykonywania spaceru kosmicznego; 4 października 2012 z zasobnika wypuszczono 5 satelitów: japońskie satelity Raiko, Niwaka, We Wish oraz amerykański TechEdSat i wietnamski F-1[4],
- ISS SERVIR Environmental Research and Visualisation System (ISERV) – kamera mająca nagrywać materiał o wysokiej rozdzielczości[5],
- Water Pump Assembly (WPA) Catalytic Reactor – część systemu odzyskiwania wody, mająca zastąpić jednostkę uszkodzoną w marcu 2012,
- i-Ball i Reentry Breakup Recorder (REBR) – rejestratory mające na celu zbieranie danych podczas wchodzenia HTV-3 w atmosferę; i-Ball może opaść swobodnie z użyciem spadochronu, a zarejestrowane dane przesłać przez satelity Iridium; pomimo tego że i-Ball może przetrwać wejście w atmosferę, urządzenie docelowo po przesłaniu danych ma zatonąć w oceanie.

### Sekcja niehermetyczna
Sekcja niehermetyczna HTV-3 przeniosła ładunek o łącznej masie 1,1 tony. W tym przedziale zostały umieszczone następujące urządzenia:
- Multi-Mission Consolidated Equipment (MCE),
- Space Comunications and Navigation (SCaN) Testbed[6].

Wszystkie te urządzenia zamontowano na palecie zewnętrznej modułu Kibō.

## Misja

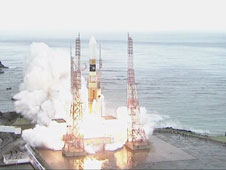
Start rakiety H-IIB F3 z HTV-3 na pokładzie

### Start
HTV-3 został wystrzelony w kosmos 21 lipca 2012 o 02:06:18 GMT z Centrum Lotów Kosmicznych Tanegashima na pokładzie rakiety H-IIB F3. Podczas startu nie odnotowano żadnych problemów z rakietą. Po 15 minutach od startu HTV-3 został odłączony od członu górnego rakiety. Po udanej separacji ładunku silnik drugiego członu został ponownie włączony w celu wprowadzenia na trajektorię wejścia w atmosferę (był to pierwszy taki test). Człon ten spadł do Oceanu Spokojnego.
Podczas startu HTV-3 pogoda nad stanowiskiem startowym była deszczowa, temperatura wynosiła 27,1 °C, a wiatr wiał z prędkością 2,3 m/s z kierunku północno-zachodniego.

### Połączenie ze stacją
Po wejściu na orbitę okołoziemską HTV-3 rozpoczął serię manewrów korekcji orbity w celu zbliżenia się do ISS. Spotkanie obydwu pojazdów miało miejsce 27 lipca. O 12:23 GMT 27 lipca 2012 HTV-3 został przechwycony przez manipulator Canadarm2, a o 14:34 przyłączony do dolnego portu CBM modułu Node 2 Harmony.

### Koniec misji
Pierwotnie HTV-3 miał opuścić ISS 6 września, jednak ze względu na przebieg czynności na ISS zmieniono termin. Ostatecznie na termin opuszczenia stacji wybrano 11 września 2012. Przed odłączeniem załoga stacji aktywowała urządzenia REBR i i-Ball. Odłączenie od modułu Harmony nastąpiło o 11:50 GMT. O 15:50 manipulator Canadarm2 zwolnił HTV-3, dzięki czemu pojazd mógł oddalić się od stacji.
Po serii zapłonów deorbitacyjnych, 14 września 2012 o godzinie 05:27 HTV-3 wszedł w atmosferę Ziemi i uległ natychmiastowej destrukcji. Urządzenie i-Ball, które jako jedyne przetrwało wejście w atmosferę, z powodzeniem przesłało zarejestrowane dane przez satelitę Iridium.